# Andrew Ellicott Douglass
Pour les articles homonymes, voir Douglass.
Andrew Ellicott Douglass (né le 5 juillet 1867 à Windsor, Vermont ; mort le 20 mars 1962 à Tucson, Arizona) était un astronome américain qui développa la science appelée dendrochronologie en se posant la question de l'influence solaire sur les arbres.
Les cratères Douglass sur la Lune et Douglass sur Mars ainsi que l'astéroïde (15420) Aedouglass ont été nommés en son honneur.